# 文图拉县线
文图拉县线（英語：Ventura County Line）是南加州都会铁道运营的一条线路，来往于东文图拉站和洛杉矶联合车站之间，途径圣费尔南多谷。

## 历史
这条线路于1992年开始服务，是南加州都会铁道最初三条线路之一，从穆尔帕克到洛杉矶市中心的聯合車站。在1994年北岭地震后该线随后延生到卡马里奥和奥克斯纳德，然后于2002年延伸到东文图拉。

### 事故
在2008年9月12日下午4时23分，111次列车在查茨沃思以北处与一辆货车相撞，事故造成25人死亡135人受伤。